# Gunnar (prénom)
Cet article concerne le prénom. Pour le premier roi des Burgondes, voir Gondicaire.
Cette page présente le prénom Gunnar ainsi que ses variantes.
Gunnar est un prénom masculin scandinave issu du vieux norrois Gunnarr (proto-norrois *Gunþa-harjaR), formé des éléments gunnr « combat, bataille » et herr « armée ». Actuellement, ce prénom se rencontre surtout en Suède et en Norvège.
Le prénom Gunnar est à l'origine du patronyme suédois Gunnarsson et du prénom dano-norvégien Gunnarsen signifiant « Fils de Gunnar ».

## Variantes
- Gunder (variante danoise dans les pays nordiques)
- Günther (dans les pays germanophones)

## Personnalités portant ce prénom
- Pour l'ensemble des articles sur les personnes portant ce prénom, consulter :
  - la liste des articles dont le titre commence par ce prénom
  - les listes produites par Wikidata : Liste des personnes de prénom « Gunnar » — même liste en incluant les éventuels prénoms composés qui contiennent « Gunnar ».